# ロヴィス・コリント
ロヴィス・コリント（独: Lovis Corinth、本名、独: Franz Heinrich Louis Corinth、1858年7月21日 - 1925年7月17日）は、ドイツの画家である。ドイツ印象主義を代表する画家の一人で、晩年は表現主義的な表現も行った。

## 略歴
現在のグヴァルジェイスク、当時プロイセンのタピアウに生まれた。1876年からケーニヒスベルクの美術学校に学び、1880年にミュンヘンに移り、フランツ・デフレガーに学んだ後、ミュンヘン美術院に入学し、ルートヴィヒ・フォン・レフツに学んだ。1884年にパリに出て、アカデミー・ジュリアンのウィリアム・アドルフ・ブグローの工房で学んだ。この間1882年から軍務についている。
1887年からベルリンやケーニヒスベルクで活動した後、1891年からミュンヘンで活動した。1901年に再びベルリンに移り、個人で美術学校を開いた。マックス・リーバーマンとともに1899年に創立された「ベルリン分離派」の最も活動的なメンバーとなり、1915年から1925年の間は会長も務めた。1902年に女性のための美術学校を作り、その学生のシャーロッテ・ベーレントと結婚した。コリントに学んだ女性画家にはドラマリア・プルシアンもいる。
1903年にはドイツ画家協会の創立メンバーとなった。1911年に脳卒中で半身に障害が残るが製作を続けた。

## 作品
- 「屠殺場で」1893年
- 後に結婚するシャルロッテの肖像画、1902年
- 「猫と若い娘」1904年
- 家族、1909年
- 『この人を見よ』1925年
- 「ゼウスの子供時代」1905年
- Tod und Künstler、1922年
- Der Eichbaum、1907年